# Edvin Tellgren
Edvin Tellgren, född 19 januari 2005, är en svensk fotbollsspelare (försvarare) som spelar för Skövde AIK. Han debuterade för Karlslunds IF i Division 1 redan som 15-åring under säsongen 2020. Under sommaren 2021 valde Tellgren dock att istället flytta till allsvenska IFK Norrköping. Senare under hösten 2021 fick han också göra debut då han bytte av Jonathan Levi i den 91:a minuten i en 4-1 förlust mot Degerfors IF.  Han hade nyss flyttat tillbaka till Örebro efter att ha jobbat på Raoul Wallenbergskolan i Skövde